# 华厦眼科
华厦眼科医院集团股份有限公司（简称华厦眼科，深交所：301267）是一家总部位于中国厦门的大型眼科医疗连锁集团，成立于2004年8月12日，并于2022年11月7日在深圳证券交易所创业板上市。集团在全国管理100多家眼科医院及眼视光中心，提供覆盖白内障、屈光、眼底、斜弱视与小儿眼科、眼表、青光眼、眼眶与眼肿瘤、眼外伤等八大眼科亚专科及眼视光的眼科全科诊疗服务体系。

## 历史
华厦眼科的前身是1997年成立的厦门大学附属厦门眼科中心。
2004年8月12日，华厦眼科医院集团股份有限公司在厦门市市场监督管理局正式注册成立，标志着其向全国性连锁医疗集团的转型。2016年，集团启动上市辅导工作，并于2020年公开招股说明书。2022年11月7日，华厦眼科在深圳证券交易所创业板成功挂牌上市，股票代码301267，发行6000万股，发行价50.88元/股，总市值约284.93亿元。上市首日，开盘价为70.01元/股，较发行价上涨37.60%，总市值约为392.06亿元。
集团在发展过程中不断扩展其医疗网络，截至2025年，已在全国17个省份、46个城市开设100多家眼科医院及眼视光中心，覆盖华东、华中、华南、西南、华北等地区。2018年，华厦眼科与艾德生物和厦门继景生物技术有限责任公司签署战略合作协议，推进眼遗传病基因治疗药物研发。

## 运营
华厦眼科在全国范围内运营100多家眼科医院及眼视光中心，提供白内障、屈光、眼底、斜弱视与小儿眼科、眼表、青光眼、眼眶与眼肿瘤、眼外伤等八大眼科亚专科及眼视光的眼科全科诊疗服务。

## 财务
根据2024年年度报告，华厦眼科实现营业收入40.27亿元，同比增长0.35%；归母净利润4.29亿元，同比下降35.63%；扣非归母净利润4.09亿元，同比下降38.29%。2025年第一季度，公司实现营业收入10.93亿元，同比增长11.74%；归母净利润1.50亿元，同比下降4.00%。2024年收入结构显示，屈光手术收入12.96亿元（占总收入32.2%，同比增长7.44%），视光收入10.69亿元（占总收入26.5%，同比增长5.15%），白内障收入8.73亿元（占总收入21.7%，同比下降11.56%），眼后段收入5.36亿元（占总收入13.3%，同比增长0.19%）。